# Platja de La Concha de Artedo
La platja de la Concha de Artedo es troba en el concejo asturià de Cudillero i pertany a la localitat de Soto de Luiña. També està prop dels pobles de Lamuño i Artedo.

## Descripció
La platja té forma de petxina, una longitud d'uns 750-760 m i una amplària mitjana d'uns 50-55 m. El seu entorn és residencial, amb un grau d'urbanització i la perillositat baixos. Les sorres fines i daurades però té damunt un jaç de grans palets. Els accessos són per als vianants o amb cotxe fins a la mateixa platja i de fàcil recorregut. El seu entorn és residencial, amb un grau mitjà d'urbanització i ocupació alta.
La platja, que forma part de la Costa Occidental d'Astúries, està catalogada comoPaisaje protegit, i a més és ZEPA i LIC.
Per accedir a la platja cal localitzar el poble de Lamuño i a la seva rodalia hi ha una senyalització en la mateixa carretera N 634 indicant-ho. Cal recórrer uns 1 500 m fins a trobar-se amb el riu Uncín, que desemboca a la pròpia platja. Una mica més endavant està la platja.
A la mateixa platja, en una cala hi ha un cultiu controlat d'algues marines del gènere Palmaria que són comestibles. Cal destacar la tranquil·litat de l'aigua. Té un càmping proper i la desembocadura, que es va indicar, del riu Uncín. Prop de la platja de camí a Cudillero per la costa està la Turbera de Dueñas que està declarat «Monument Natural». Té servei de vigilància durant l'època estival. És convenient saber que durant les hores de la pleamar la platja queda sota les aigües.